# 3-氰基吡啶
3-氰基吡啶是一种有机化合物，化学式为NCC5H4N。它是无色固体，可由3-甲基吡啶的氨氧化反应制得：
H3CC5H4N  +  NH3  +  1.5 O2   →   NCC5H4N  +  3 H2O
它是烟酸、吡蚜酮、灭鼠腈等医药、农药重要化工产品合成的前驱体。